# Rózsavölgyi Gyöngyi

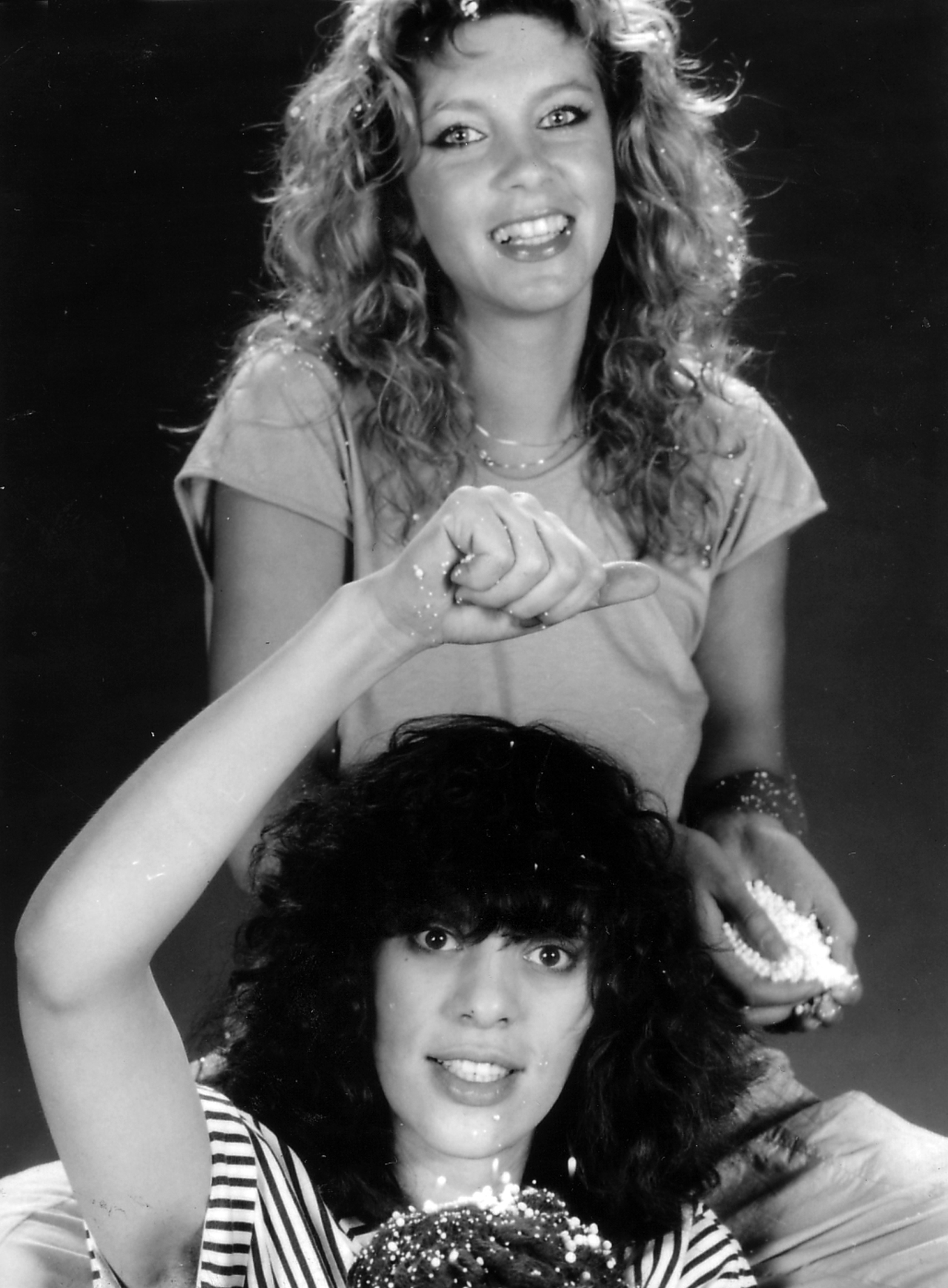
Rózsavölgyi Gyöngyi és Gaál Zsuzsanna

Rózsavölgyi Gyöngyi (Budapest, 1953. szeptember 29. – 2025. január 23.) magyar fotográfus, fotóriporter, képszerkesztő, tördelőszerkesztő, újságíró.

## Élete
A Kölcsey Ferenc Gimnáziumban érettségizett, majd elvégezte a MÚOSZ Újságíró Iskola fotóriporteri szakát. A gimnáziumi évei alatt diáktársai életét fotózta. Így a szakmát diákként kezdte.
Dolgozott a Népszabadság Ifjúsági rovatába, az Ifjúsági Magazin és a Magyar Ifjúság című hetilapba, ahol címlapfotói is megjelentek.
1974-ben elvégezte a fényképész iskolát, majd a Lapkiadó Vállalatnál dolgozott a kiadó megszűnéséig.
Első munkahelye az Ez a Divat magazin volt. Mentorai voltak: Tóth József (Füles) és Módos Gábor, Féner Tamás, illetve Szalay Zoltán fotóművészek. Együtt dolgozott Sylvain Julien világhírű fotóriporterrel. Négy évig dolgozott a divatlapnál. Később a Gabi-Mami újságnál képszerkesztő és fotós volt.
A Képes 7 hetilap fotóriportere, 1990-től pedig a Kurír napilap fotóriportere volt. A lap által kikerült Jordániába és Kuvaitba az Öbölháború idején, ahonnan naponta tudósított a menekülttáborokból. Ezek a képek szerepeltek a Vöröskereszt kiállításán. A Kurír évek után a Családi Lap képszerkesztőjeként folytatta munkáját.
Szabadúszóként dolgozott több lapnál, kiadványokban sorra jelentek meg munkái (Elite, Bonton, Burda, Évszakok, Tina, Kiskegyed, BEAUTY, Nők Lapja, Népszava, Privát Profi, Hole in One, Polip, Reform, Három Kívánság, PM, Képes Újság, Bravo). Óriásplakátokat, prospektusok fotóit készítette bankok, nagyvállalatok és a Hungexpo részére.
Ebben az időben készítette el a Világhódító bábok című könyv illusztrációit, több neves fotográfus kollégával, a könyv elnyerte a Nemzetközi Könyvtalálkozó nagydíját.
Az új fotótechnikai kihívásoknak eleget téve tovább tanult, számítógépes tördelő és kiadványszerkesztő lett. Munkássága során divat-, reklám- és fotóriport témákra fókuszált.
Sűrítem a mai világ és életünk abszurditásait. Majd minden fotóm egy történetet mesél el vagy szimbólumokat rejt, az egyszerű szépségtől a bizarr szituációkig. Üzeneteimet a mai valóságról, zűrzavaros világunkról, halandó emberekről, a magam „álmain” keresztül mutatom meg. A képeim nem egyszerű montázsok, kreatív ötleteimmel ötvözöm a hagyományos fotográfiát és a modern fotótechnika lehetőségeit.
Rózsavölgyi Gyöngyi 2025. január 23.-án Gyöngyi meséi címmel fotókiállítással jelentkezett, a Kós Károly Művelődési Házban, a kiállítást Müller Péter Sziámi nyitotta meg; a művésznő betegsége miatt nem tudott részt venni rajta.

## Családja
Édesapja Rózsavölgyi Béla építészmérnök, édesanyja Szendrei Lívia közgazdász, statisztikus. Nevelőapja dr. Metzger Gyula az MTA közgazdász tagja. Fia Lakatos András film- és tévérendező.

## Alkotásaiból

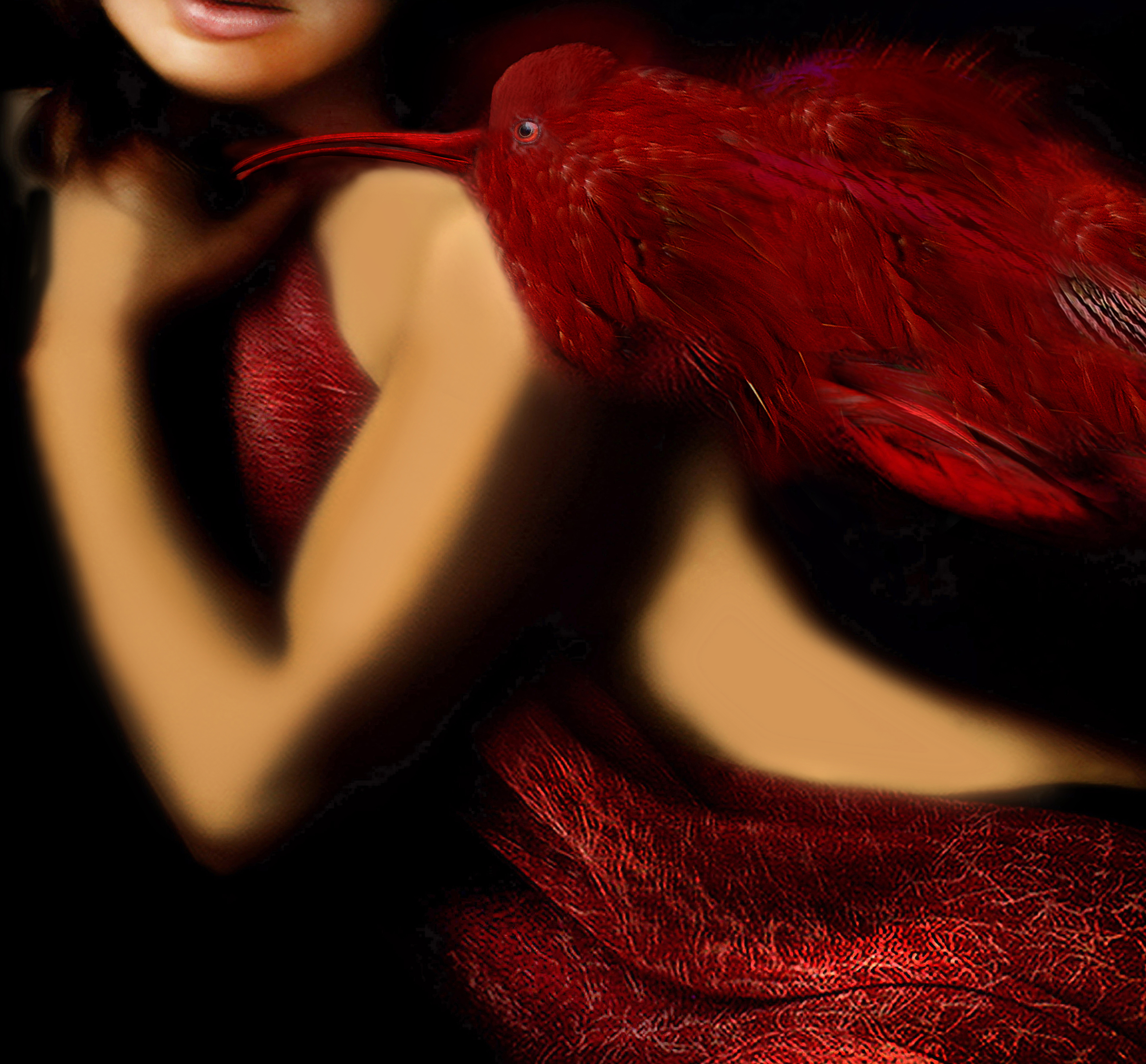
Az ifjúság édes madara
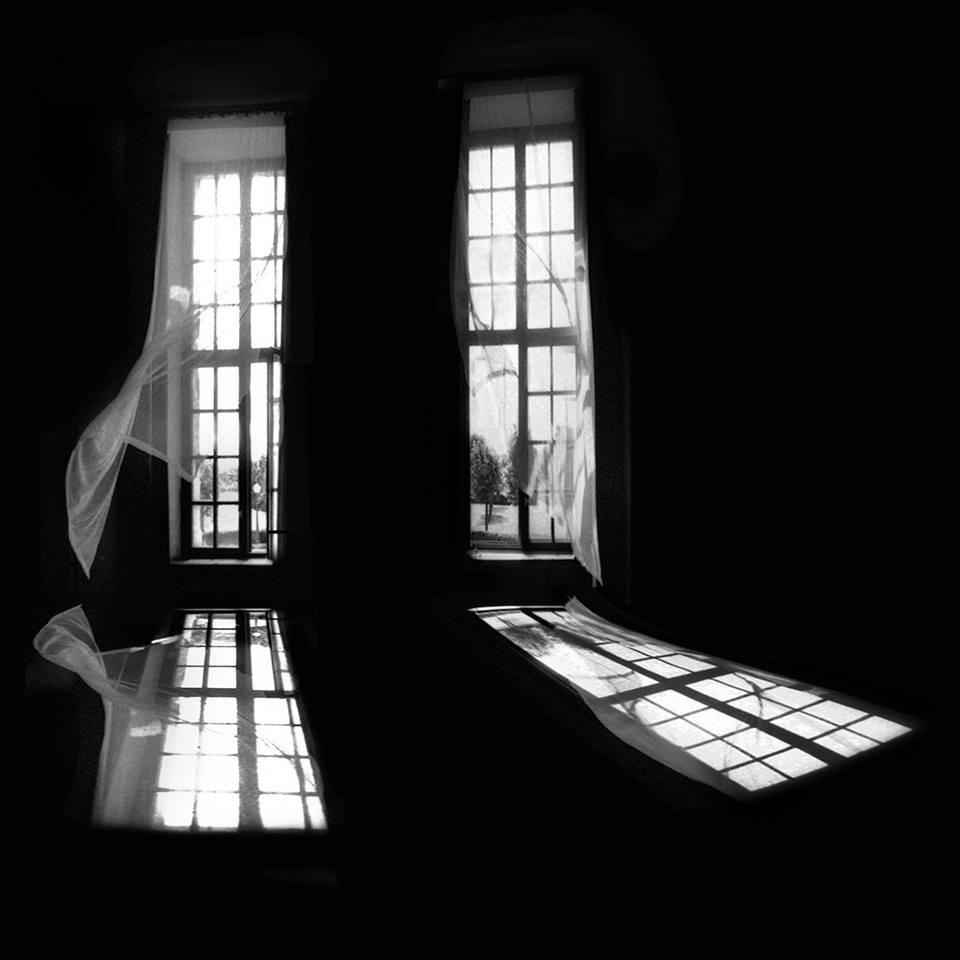
Hajnali szél